# チョーキング (材料)

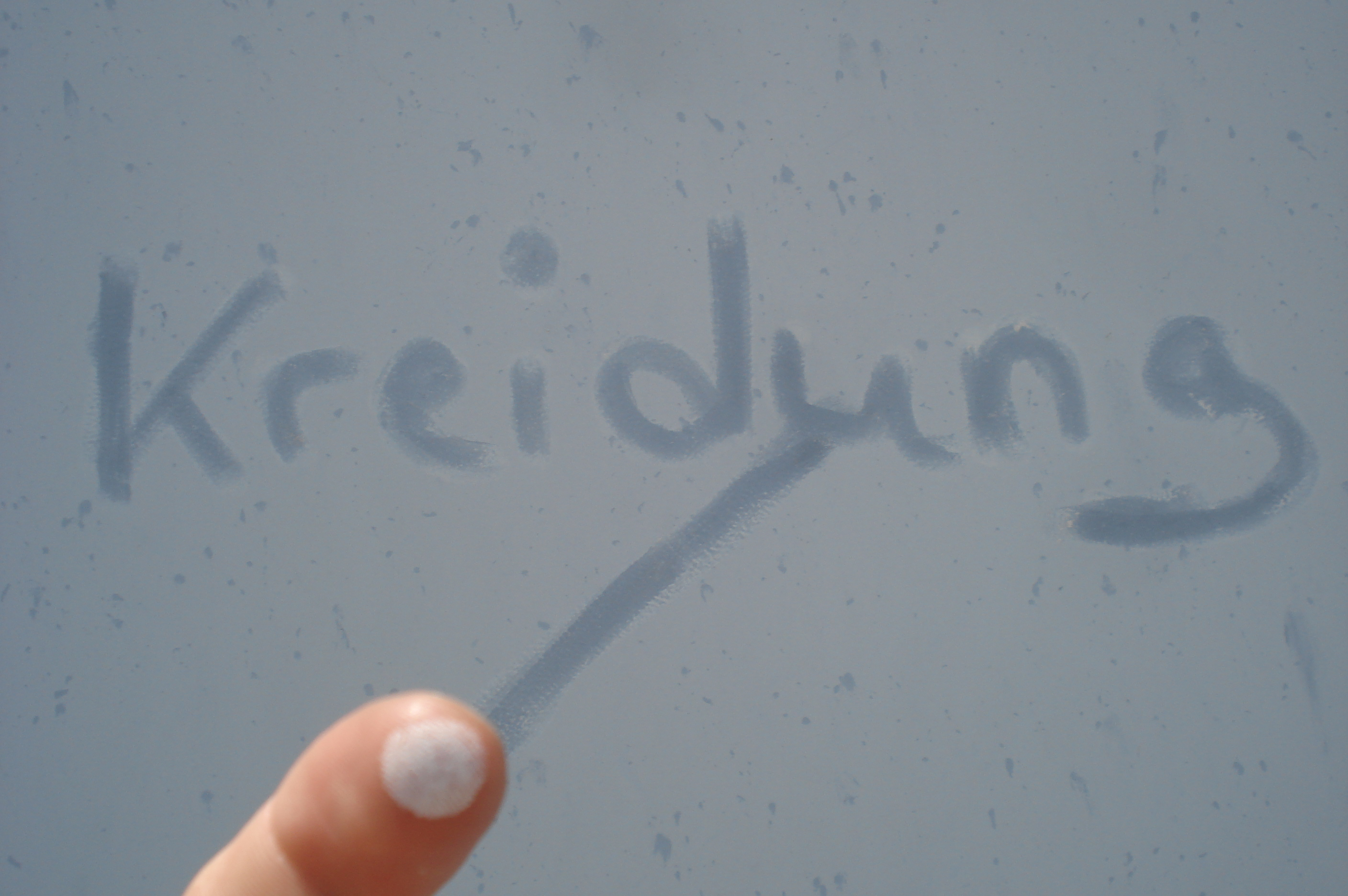
チョーキング現象にて粉を吹く塗装面

チョーキング(Chalking)とは日本語では白亜化(はくあか)とも言い、主に塗装表面が暴露状態の際に紫外線・熱・水分・風等により塗装面の表層樹脂が劣化し、塗料の色成分の顔料がチョーク（白墨）のような粉状になって現れる現象や状態をいう。
日本語では物の表面が汚れていないのに微細な汚れがあるように見えるとき「粉が吹く」と表現し、チョーキングに相当することが多い。

## 塗装面

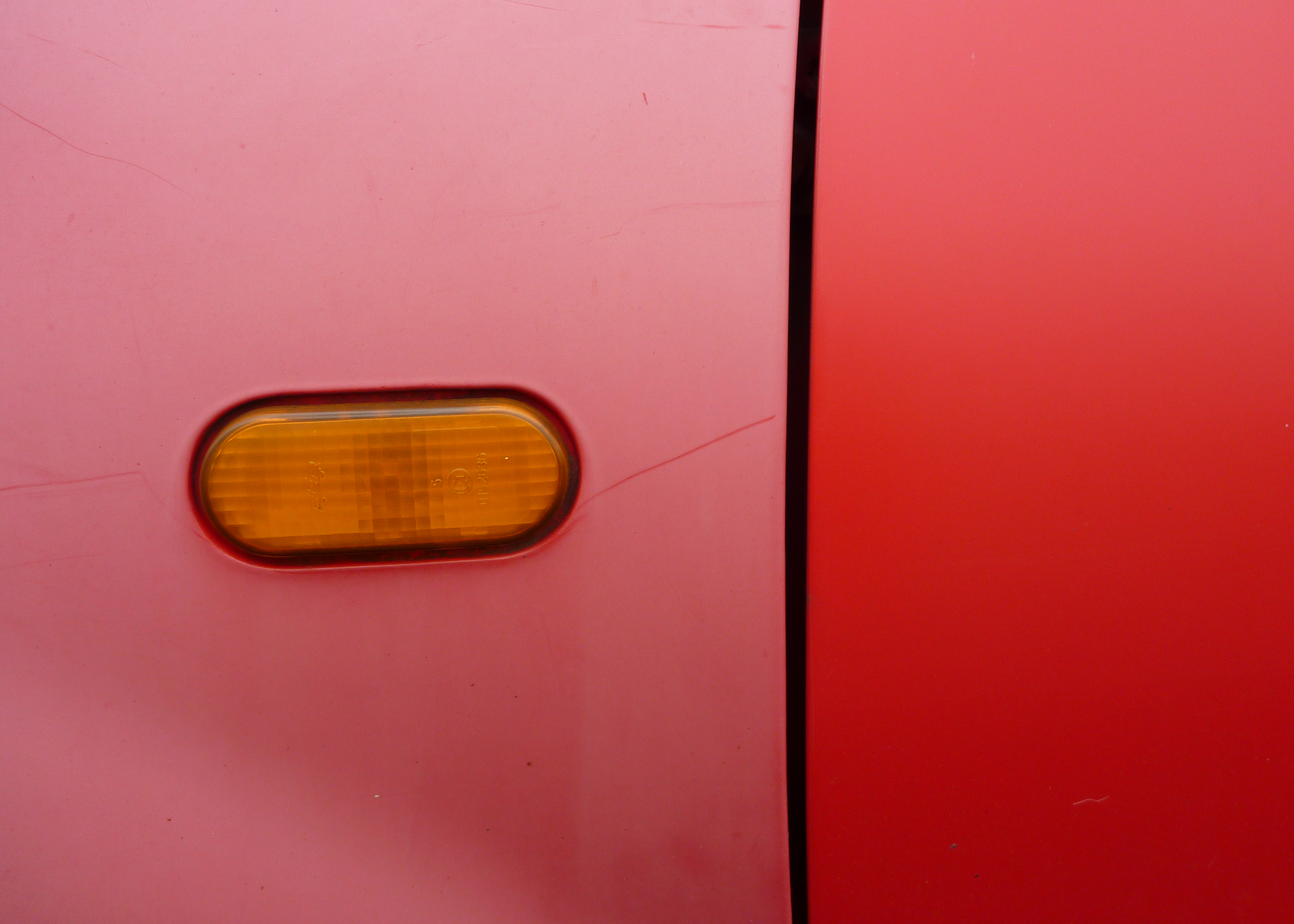
チョーキング現象を起こした自動車のボディ。左側のパネルは白化しているが、右側のパネルは板金修理されているため劣化が進んでいない。

塗装の寿命は一般的に最長で10年程度と言われ、建物にあっては立地条件に大きく左右され、自動車等の耐久消費財や日用品・什器等では使用条件や日常の手入れにより寿命は左右される。

### 原因

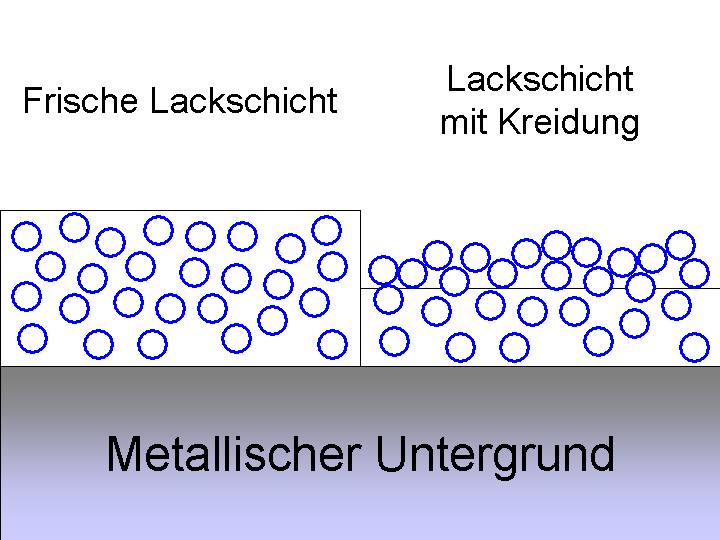
チョーキング現象の模式図。グレー部分は素地。左側は正常な塗装面。右側は樹脂が分解されて顔料が粉状に露出している様子。

大きくは次に記す原因でチョーキングが起きる。チョーキングが生じた以降も手入れを怠ると塗装の機能を失い、保護していた材料が露出して酸化が始まる。
- 長期間の暴露により、太陽光の紫外線で表層樹脂が分解される。
- 塗料中に分散した顔料、特に二酸化チタニウム等の表面で起こる光触媒反応でラジカルが発生し、塗膜中の樹脂が加水分解されて起こる場合がある。
- 塗装前に塗料が十分に撹拌されず原材料の分離や沈殿により生じる。
- 立地条件や使用条件に応じた耐候性のある塗料を用いていない場合。

### 対策
- 塗装面の塗膜は定着剤・顔料等で構成されており、均一の厚さであっても粒子に隙間が存在し、目視できる場合はピンホールと呼ぶ。むらのある塗装厚やピンホールは塗厚に比例して表層樹脂も薄くチョーキングが早く起きる。
- チョーキングの発生を遅らせるために隙間を埋める目的でクリアー樹脂などを塗布する。
- チョーキングが生じている場合は、表層をはがし塗装を行なう。
- チョーキングの粉状に劣化した部分を拭き取り、下にまだ正常な塗装が残っている場合は可能であれば研磨するか油磨きなどで表面を保護することで一時的に色が戻る場合がある。ただし油磨きでは雨などで油膜が落ちると元のチョーキング状態に戻る。
- 立地条件や使用条件に応じた耐候性の優れた塗料を用いる。

## 樹脂
日常生活に於いては合成ゴムを始めとするゴム製品やシール材、塩ビほか化成品、建物等の大きな物では異種部材を接合し水密性を保つシーリング材でチョーキングが生じる。

### 原因
- 空気中の油分・水分・埃等により材質が劣化し、最終的に硬化が起きて本来の機能を失い水密性や密閉性が確保できなくなる。

### 対策
- 日用品の場合は日頃から油分・水分・埃等を除去する。建物にあっては硬化した材料を除去・脱脂しシーリング材を打ち直す。